# Togian-szigeteki pápaszemesmadár
A Togian-szigeteki pápaszemesmadár (Zosterops somadikartai) a madarak (Aves) osztályának verébalakúak (Passeriformes) rendjébe, ezen belül a pápaszemesmadár-félék (Zosteropidae) családjába tartozó faj.

## Rendszerezése
A fajt legelőször 1997-ben az Indonézia Egyetem (University of Indonesia) kutatója, Mochamad Indrawan és kollégája, Sunarto pillantották meg. Hivatalos leírására és megnevezésére 2008-ban került sor. A tudományos fajnevét Soekarja Somadikarta, híres indonéz ornitológusról kapta. A nembéli rokonaitól a fehér szemgyűrű hiányában különbözik. Pamela Cecile Rasmussen amerikai ornitológusnő szerint ez a madár nemcsak a szemgyűrű hiányában, hanem éneklésében is különbözik a nembéli rokonaitól, hiszen éneke magasabb és frekvenciája kevésbé változatos.

## Előfordulása
Indonéziához tartozó Togian-szigetek területén honos. Természetes élőhelyei a szubtrópusi és trópusi cserjések, valamint ültetvények, vidéki kertek és másodlagos erdők. Állandó nem vonuló faj.

## Megjelenése
Testhossza 11 centiméter. Hasonlít a Nehrkorn-pápaszemesmadárra (Zosterops atrifrons), azonban hiányzik a szemeit körülvevő fehér gyűrűzés. Fejének tetején a fekete foltozás kisebb méretű; torkának tájéka élénkebb sárga; csőrének töve világosabb és a szivárványhártyája vöröses.

## Életmódja
A mangrovék, a másodlagos növényzetek és az olyan kertek lakója, ahol megtalálható a kókuszpálma (Cocos nucifera), szegfűszeg (Syzygium aromaticum), kakaófa (Theobroma cacao) és durián (Durio zibethinus). Kisebb csapatokban repül.

## Természetvédelmi helyzete
Az elterjedési területe nagyon kicsi, egyedszáma pedig csökken. A Természetvédelmi Világszövetség Vörös listáján mérsékelten fenyegetett fajként szerepel.

## Fordítás
- Ez a szócikk részben vagy egészben  a   Togian white-eye című angol Wikipédia-szócikk ezen változatának fordításán alapul.  Az eredeti cikk szerkesztőit annak laptörténete sorolja fel. Ez a jelzés csupán a megfogalmazás eredetét és a szerzői jogokat jelzi, nem szolgál a cikkben szereplő információk forrásmegjelöléseként.